# Ascanio de la Corna
Ascanio de la Corna était un militaire italien du XVIe siècle. En 1565, lors du Grand Siège de Malte, don Garcia de Tolède lui confie le commandement de l'armée débarquée pour venir au secours des chevaliers assiégés,. Il défait l'armée turque affaiblie par plusieurs mois de siège et contraint les Ottomans à rembarquer pour Constantinople.